# 布鲁日圣母
《布鲁日圣母》是米开朗基罗的一尊大理石雕塑。
该作品是米开朗基罗生前离开意大利的第一件雕塑。 1504 年，当时欧洲主要商业城市之一布鲁日的布商以 4,000弗罗林的价格买下这尊雕塑。
这尊雕塑曾两次离开比利时。第一次是在 1794 年法国大革命战争期间，法国人征服奥属尼德兰后；将一些艺术品运往巴黎， 1815 年拿破仑在滑铁卢战败后归还比利时。第二次是在 1944 年，第二次世界大战末期，德国士兵撤退时，用红十字卡车将雕塑裹在床垫中运到德国。 一年后，它在奥地利阿尔陶塞的一个盐矿内发现，送回比利时。这尊雕塑现藏于比利时布鲁日的圣母堂。这在 2014 年的电影《大寻宝家》中有所体现。